# Eduard Nicol i Franciscà
Eduard Nicol i Franciscà   (Barcelona, 13 de desembre de 1907 - Mèxic, 6 de maig de 1990) fou un filòsof català nacionalitzat mexicà exiliat a Mèxic en acabar la Guerra Civil espanyola. Va escriure la major part de la seva obra en castellà.

## Biografia
Nascut a Barcelona. Va cursar els estudis de filosofia en la Universitat de Barcelona, on formà part de l'Escola de filosofia de Barcelona amb els seus companys Jaume Serra i Húnter, Joaquim Xirau i Palau i Tomàs Carreras i Artau. Va continuar estudis a Madrid, on conegué José Ortega y Gasset, Manuel García Morente i Julián Besteiro. El 1928 fou secretari de la Fundació Bernat Metge i el 1933 catedràtic de filosofia de la Universitat de Barcelona. El 1934 fou nomenat director de l'Institut Salmerón de Barcelona i professor auxiliar de filosofia de la Universitat Autònoma de Barcelona.
Encara no acabada la guerra civil espanyola, el 1938 s'exilià cap a Mèxic, on formarà part de la Comunitat Catalana de Mèxic i col·laborarà a diverses publicacions de l'exili com el Full Català. El 1940 obté la nacionalitat mexicana.
En febrer de 1940 ingressa a la càtedra en la Facultat de Filosofia i Lletres de la Universitat Nacional Autònoma de Mèxic, on revalida estudis, i obté el doctorat en filosofia. També funda l'anuari de Filosofia «Diánoia» (1955) i rep el títol de professor emèrit de la citada Universitat. És fundador (juntament amb Eduardo García Máynez) de l'Institut de Recerques Filosòfiques de la Universitat Nacional Autònoma de Mèxic (abans anomenat Centre d'Estudis Filosòfics). Investit Doctor honoris causa per la Universitat Autònoma de Barcelona el 1983.
El 30 de novembre de 2012 l'Institut de Recerques Filològiques d'aquesta mateixa casa d'estudis va incorporar al seu patrimoni bibliogràfic (integrat per 3419 fitxes) la biblioteca personal d'aquest pensador del segle xx.

## Pensament
Nicol entra en la filosofia pel costat psicològic. Viure és estar en situacions innombrables, canviants. Hi ha situacions fonamentals -en què estem quan homes-, situacions límits -en què es viu, inevitablement, la finitud humana-, situacions permanents -sexe, disponibilitats constitucionals-, situacions no permanents -l'econòmica, la social- que guarden relació amb la destinació, l'atzar i el caràcter. El seu pensament, estava basat en l'expressió. La teoria del coneixement proposada per ell, suposava una teoria del reconeixement en la qual dos subjectes identifiquen els successos i objectes com una realitat comuna, la qual cosa aconsegueix superar les distincions entre la subjectivitat i l'objectivitat)
També s'ha assenyalat que la filosofia d'Eduard Nicol és, abans que qualsevol altra cosa, un sistema de metafísica, entesa aquesta com l'entramat de l'ontologia i la gnoseologia en el nivell dels fonaments. El principi bàsic d'aquest sistema és: l'ésser està a la vista. Aquest principi vol dir, d'una banda, que no hi ha separació entre una realitat múltiple i canviant i un ésser unitari i estàtic: el ser mateix se'ns presenta de fet alhora amb els caràcters de la unitat i la temporalitat. D'altra banda, el principi vol dir que tampoc hi ha separació entre les opinions no científiques i el coneixement: àdhuc en les primeres, i abans de la mediació del mètode, pot reconèixer-se una forma primària de la veritat. Estarem d'acord que l'ésser està a la vista si i només si deixem enrere el prejudici que per conèixer en ser hem d'apartar la mirada de les aparences sensibles, i el que no hi ha més coneixement que la ciència. Ara bé, l'ésser se'ns manifesta en dues formes de ser radicalment diferents: la humana i la no humana. El conèixer un mineral, una planta, un animal, exigeix principis, conceptes i mètodes irreductibles als quals exigeix el conèixer a l'home i la seva cultura. En el natural regeix la necessitat; en l'humà, la llibertat. I encara que l'humà no sigui possible sense una base natural, no és tampoc possible sense superar aquesta base. L'esperit i l'espiritual ni suren en un àmbit d'immaterialidad, ni són explicables en termes purament naturals. El principi de l'humà és llavors la llibertat. Però en el si de la llibertat ha germinat alguna cosa que Nicol anomena "raó de força major": l'home i la cultura són reduïts, en la nostra època i per la força de la necessitat, a servir com a instruments per a la satisfacció de la necessitat mateixa. L'home es mecanitza, i amb això mata el més propi del seu ser. Hi ha indicis que aquest procés pugui revertir-se? No sembla. No obstant això, insisteix *Nicol, l'home haurà de morir com a home: exercint la seva llibertat. Tal seria el sentit de seguir fent filosofia en l'època de l'agonitzar de la humanitat de l'home. Principalment a partir dels anys setanta (encara que d'això hi ha antecedents des dels seus primers textos publicats a Mèxic), el pensament d'Eduard Nicol adopta alhora un to malenconiós i un gest d'heroisme: d'una banda es proposa consumar una revolució mitjançant la tornada de la ciència als seus fonaments teòrics i vitals, sistemàtics i històrics, i d'altra banda es deixa posseir per la viva consciència que tal vegada aquesta sigui l'última gran revolució possible de la filosofia.

### Lloc en la filosofia contemporània
Ocupa un lloc important en la filosofia hispànica i contemporània. Les pàgines de les seves obres mouen al diàleg -concordances i divergències- i a la meditació en solitud. Qualsevol que sigui el judici que mereixi el seu pensament filosòfic, no pot deixar-se d'admirar el seu intent de renovar la Metafísica, d'establir el fonament unitari de la ciència en general, de revelar la compatibilitat entre veritat i expressió, entre veritat i història; sense oblidar la seva filosofia de la història i la seva ontologia de l'humà.
Deixa com a herència per al treball filosòfic del segle XXI el seu tríptic final: El porvenir de la filosofía, La reforma de la filosofía i la Revolución de la filosofía (Crítica de la razón simbólica), on aborda, primer, en la situació de l'home en un món envaït per la necessitat, posant el perill la llibertat humana; després, la necessitat de recuperar el principi vocacional de la ciència i la filosofia, i finalment, el tema de la revolució del pensament filosòfic que consisteix a reconèixer el ser com a fenomen, com “el que està a la vista”.

## Obra
L'obra filosòfica de Nicol revela una llarga i seriosa meditació, un coneixement directe de les fonts i un pensament propi i vigorós. Filòsof rigorós i disciplinat, escriptor net i elegant, és autor de les següents obres:
- Psicología de las situaciones vitales

Tesis doctoral, El colegio de México, 1941.
- La idea del hombre

México: Editorial Stylo, 1946; nueva versión en México: Fondo de Cultura Económicoa, 1977; versión facsimilar, México: Herder, 2004.
- Historicismo y existencialismo. La temporalidad del ser y la razón

Madrid: Tecnos, 1950; segunda edición, corregida, México: Fondo de Cultura Económica, 1960.
- La vocación humana

El Colegio de México, 1953.
- Metafísica de la expresión

Fondo de Cultura Económica, 1957; nueva versión, México: Fondo de Cultura Económica, 1974.
- El problema de la filosofía hispánica

Madrid: Tecnos 1961; segunda edición, México: Fondo de Cultura Económica, 1998.
- Los principios de la ciencia

México: Fondo de Cultura Económica, 1965.
- El porvenir de la filosofía

México: Fondo de Cultura Económica, 1972.
- La primera teoría de la praxis

México: Instituto de Investigaciones Filosóficas, Universidad Nacional Autónoma de México, 1978.
- La reforma de la filosofía

México: Fondo de Cultura Económica, 1980.
- La agonía de Proteo

México: Instituto de Investigaciones Filosóficas, Universidad Nacional Autónoma de México, 1981; México: Herder, 2004.
- Crítica de la razón simbólica. La revolución en la filosofía

México: Fondo de Cultura Económica, 1982.
- Ideas de vario linaje

Editat com a part de l'homenatge que la Facultat de Filosofia i Lletres de la Universitat Nacional Autònoma de Mèxic, rendeix a Eduard Nicol i reuneix diversos assaigs, conferències i articles seus, México: Universidad Nacional Autónoma de México, 1990.
- Formas de hablar sublimes: poesía y filosofía

México: Instituto de Investigaciones Filosóficas, Universidad Nacional Autónoma de México, 1990.
- Las ideas y los días. Artículos e inéditos 1939-1989

Compilació del seus articles de periòdics i altres texts inèdits, México: Afinita Editorial, 2007.
- Símbolo y verdad

Compilació de texts de Nicol, México: Afinita Editorial, 2007.